# Beta Doradus

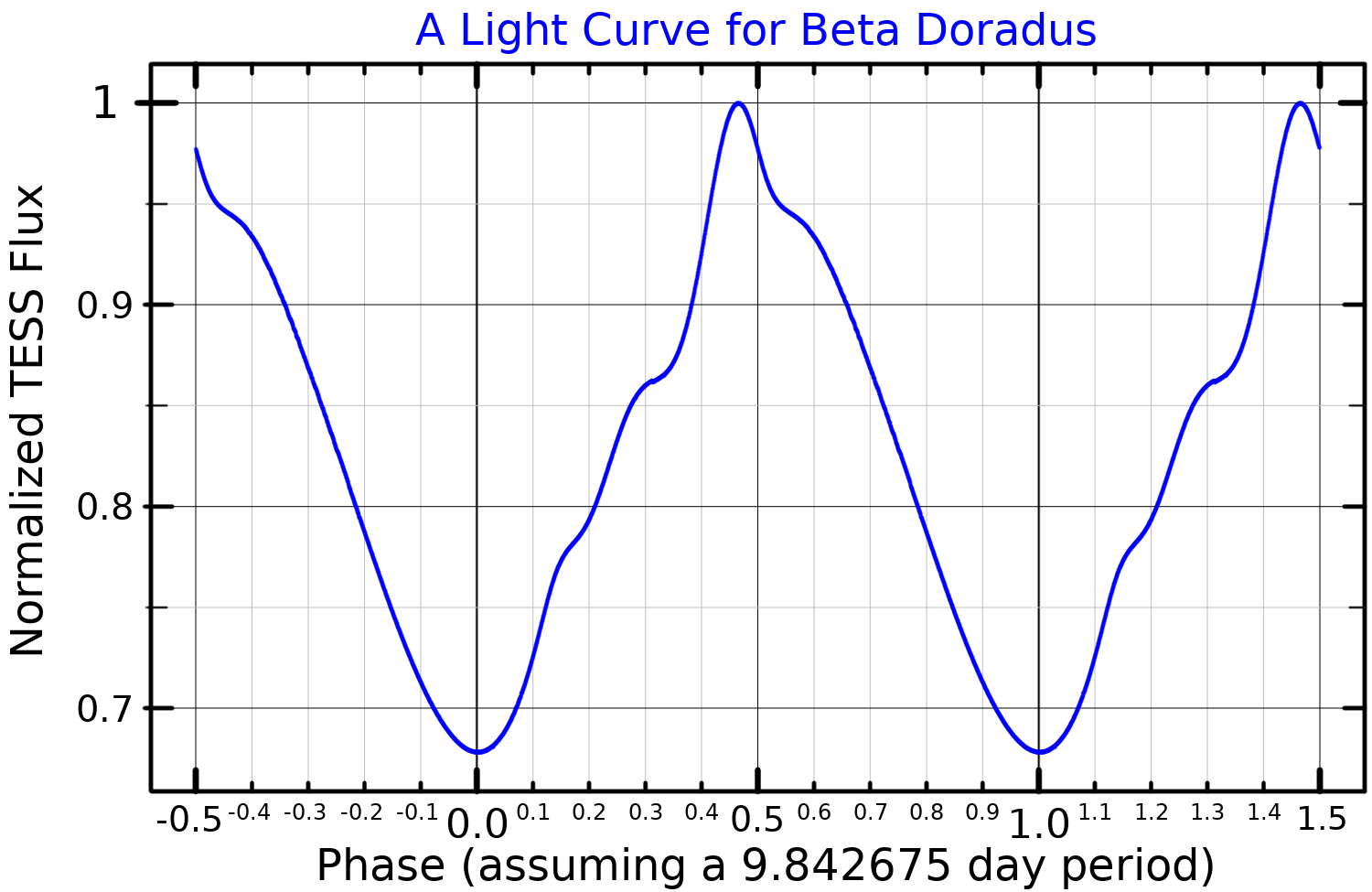
Curva de luz de Beta Doradus a partir de los datos del satélite TESS

Beta Doradus (β Dor / HD 37350 / HR 1922) es la segunda estrella más brillante de la constelación de Dorado después de α Doradus.
Es una variable cefeida cuyo brillo varía entre magnitud +3,46 y +4,08 en un período de 9,8426 días.
Dicha variación es perceptible a simple vista, al igual que ocurre en otras cefeidas como Eta Aquilae, Mekbuda (ζ Geminorum), W Sagittarii o X Sagittarii. 
Como todas las demás cefeidas, Beta Doradus es una supergigante amarilla cuyo tipo espectral cambia de F6 a G5 con el subsiguiente cambio en temperatura, siendo su temperatura efectiva media de unos 6000 K.
De gran tamaño, su radio es entre 50 y 65 veces más grande que el radio solar y gira sobre sí misma con una velocidad de rotación proyectada —límite inferior de la misma— de 6 km/s.
Brilla con una luminosidad aproximada 3000 veces mayor que la luminosidad solar y posee una masa 6,5 veces mayor que la del Sol. Las estrellas tan masivas tienen una vida corta; la edad de Beta Doradus se estima en sólo 60 millones de años y ya se encuentra en una fase avanzada de su evolución estelar.
Beta Doradus presenta un contenido metálico comparable al solar, siendo su índice de metalicidad [Fe/H] = -0,01.
En cuanto a otros elementos evaluados, carbono y magnesio son la mitad de abundantes que en el Sol, mientras que el gadolinio (Z = 64) es un 60% más abundante.
La medida de su paralaje con el telescopio espacial Hubble (3,14 ± 0,16 milisegundos de arco) adjudica a Beta Doradus una distancia de 1040 años luz respecto al sistema solar.